# Museo Marítimo de Åland
El Museo Marítimo de Åland (en sueco: Ålands sjöfartsmuseum) es un museo en la ciudad de Mariehamn, islas Åland, Finlandia. Se encuentra en la parte occidental de la ciudad en el mar en Hamngatan, alrededor de 1 kilómetro (0,62 mi) en el otro extremo de Storagatan. Junto con el Museo de Ålands, es el museo más importante de las islas y un monumento a la historia de Aland como poseedor de la flota de veleros de madera más grande del mundo. La exhibición más importante es una bricbarca de cuatro mástiles llamada Pommern, construida en Glasgow en 1903, que está anclada detrás del museo. El edificio diseñado por el museo está construido como la proa de un barco que corta la tierra. Se le ha llamado el "museo kitsch de la pesca y el comercio marítimo".

## Disposición del museo
El Museo Marítimo de Åland se considera uno de los mejores museos del mundo relacionados con los barcos de vela mercantes. El edificio se distribuye en dos plantas con objetos relacionados con la gloria pasada de la era del transporte marítimo. El museo tiene un ala de biblioteca que tiene una gran colección de libros y fotos. En la tienda del museo se pueden adquirir souvenirs de libros y tarjetas postales.

## Exposiciones en el museo
El museo creó el núcleo central de un barco que representa un mástil, salón, cocina y camarotes. Los mascarones de proa de los barcos se exhiben junto con los barcos; el mascarón de proa prominente que se muestra, una figura masculina, una vez decoró el barco, el California. Además, también se exhiben adornos náuticos, varios barcos en botellas y cofres marinos. En el museo se exhiben pinturas de barcos (atracados en Hull, Amberes, Hong Kong o en otros lugares), realizadas por artistas locales que fueron encargados especialmente por el capitán de cada barco. Los modelos de barcos de diferentes períodos de tiempo se muestran en una escala uniforme para que la diferencia entre una goleta del Báltico y un windjammer oceánico pueda discernirse fácilmente.

## Pommern,el barco museo

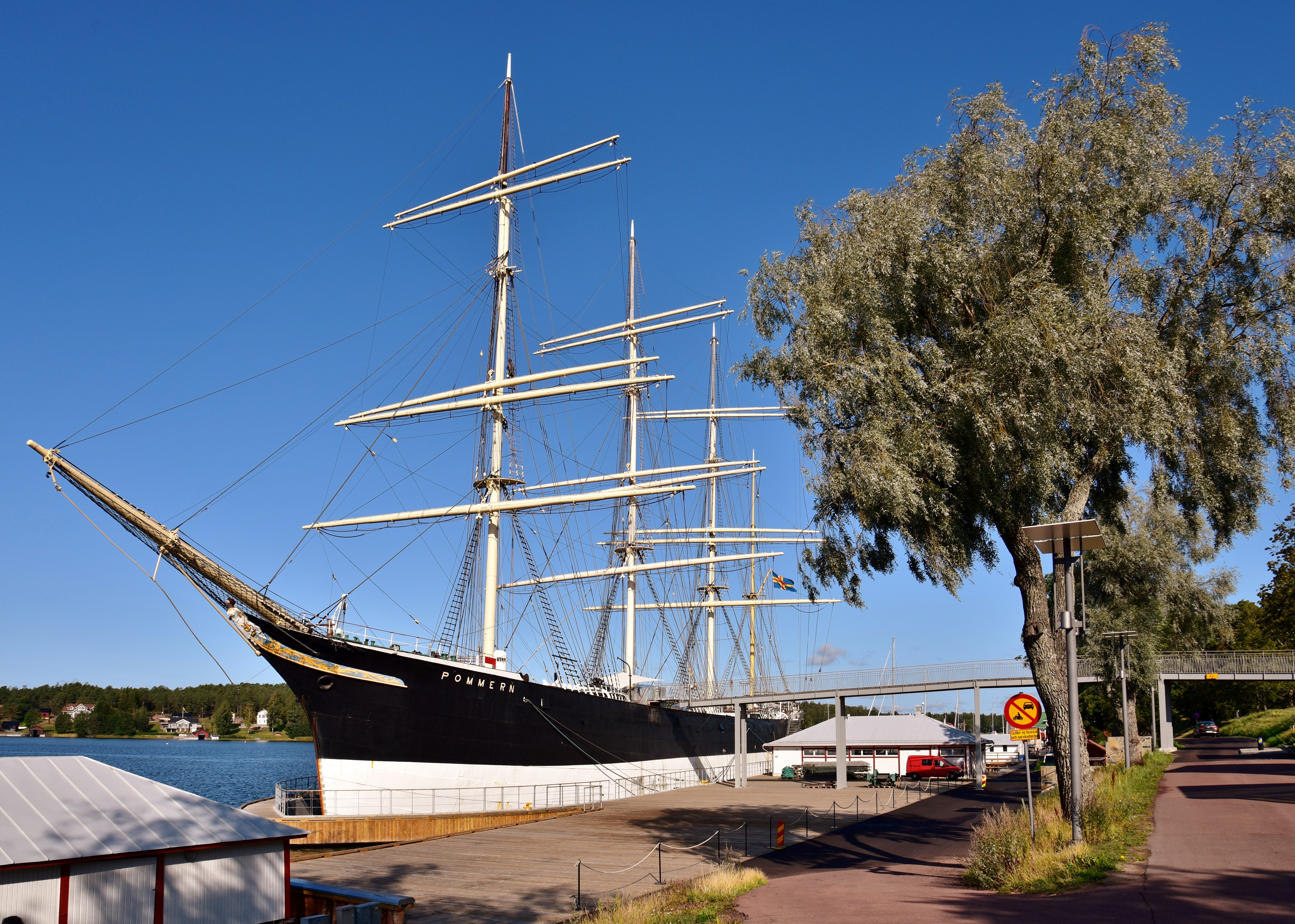
El barco museo Pommern en Åland

El barco del museo, Pommern, una barca mercante de cuatro mástiles y un windjammer que operaba regularmente en la ruta comercial de granos entre Australia e Inglaterra durante los años de entreguerras, ahora está anclado detrás del museo como exhibición. Se considera el símbolo de Mariehamn, la capital de Åland. Fue lanzado en 1903 en Glasgow, Escocia, con el nombre de Mneme, y luego pasó a llamarse Pommern. Gustaf Erikson, un marinero proveniente de Mariehamn, compró el barco en 1929. Con una tripulación de 26 miembros, transportaba varias toneladas de mercancías (principalmente trigo, durante la Segunda Guerra Mundial). Ganó la carrera de cereales dos veces en la década de 1930 y completó la ruta en menos de 100 días al menos cuatro veces. Tiene un récord de funcionamiento durante 110 días seguidos. Es la pieza central del museo desde 1957 en su actual amarre en el puerto occidental de Mariehamn, después de navegar durante más de 70 años. Los gabinetes del museo exhiben curiosidades recolectadas por los marineros de diferentes tierras; incluyendo pirañas y mandíbulas de tiburón, conchas y corales. Una de las exhibiciones, una bandera pirata, es única en su clase.

## Otras lecturas
- Kåhre, Georg (1978). Los últimos grandes barcos: Gustav Erikson y las flotas de vela de Åland 1872-1947 . Greenwich: Conway Maritime Press.ISBN 0-85177-134-3
- Hagmark-Cooper, Hanna (2005). "¿Hay un lugar para las mujeres en la historia marítima? " , History.ac.uk, archivado el 13 de agosto de 2016.